# O Consolador
O Consolador (Le Consolateur, na edição em francês) é uma obra de Chico Xavier, atribuída a Emmanuel, publicada pela Federação Espírita Brasileira, com uma tiragem de 218 000 exemplares (dados de 2002). Em 2007, o livro já estava em sua 29ª edição em português. 
Este livro, na forma de perguntas e respostas, é dividido em três partes, correspondentes ao tríplice aspecto da Doutrina Espírita – Ciência, Filosofia e Religião. Sob essas diretrizes aborda vários temas relacionados com a Biologia, Física, Sociologia, Química, Psicologia e Filosofia, tais como as enfermidades, a eutanásia e o suicídio.  